# Stephen Decatur mlajši
Stephen Decatur mlajši, ameriški pomorski častnik, * 5. januar 1779, † 22. marec 1820.
Decatur se je vpisal v ameriško vojaško zgodovino kot najmlajši kapitan Vojne mornarice ZDA in prvi pomorski heroj, ki ni sodeloval v ameriški osamosvojitveni vojni.